# Bruno Coquatrix
Bruno André Coquatrix (4. srpna 1910, Ronchin – 1. dubna 1979, Paříž), byl francouzský koncertní promotér a především ředitel pařížské Olympie od roku 1954 až do své smrti v roce 1979.

## Životopis
Bruno Coquatrix zpočátku přitahoval pozornost jako textař a skladatel. Napsal přes 300 šansonů a několik operet.
Byl také impresáriem šansonových zpěváků jako byli Jacques Pills a Lucienne Boyer. V roce 1954 převzal vedení Olympie, největší evropské hudební síně. Angažoval všechny známé osobnosti tehdejšího šansonu; mezi nimi Georges Brassens, Gilbert Bécaud, Johnny Hallyday, Violetta Villas, Dalida, Édith Piaf, Annie Cordy nebo Yves Montand. Byl také jedním ze zakladatelů nahrávací společnosti Disques Versailles.
Dne 6. ledna 1947 se oženil s Paulette Possicelsky (1916-2018), jejich dcera je Patricia Coquatrix, která po jeho smrti zdědila Olympii. Jeho synovec Jean-Michel Boris pak řídil Olympii v letech 1979-2001.
Bruno Coquatrix byl také starostou Cabourgu od roku 1971 až do své smrti. Byl pohřben na hřbitově Pere Lachaise.

## Další posty
- Ředitel divadla La Taverne (1970–1979)
- Předseda Syndicat des établissements de music-hall et variétés (od roku 1965)
- Předseda Conseil d'administration de l'Ordre de l'Education artistique
- Člen SACEM (Société des Auteurs, Compositeurs et Éditeurs de Musique)
- Člen SACD (Société des auteurs et kompoziturs dramatiques)

## Operety
- 1946: La Bonne Hôtesse, text Jean-Jacques Vital a Serge Veber, hudba Bruno Coquatrix
- 1947: Le Maharadjah, text Jean-Jacques Vital a Serge Veber, hudba Bruno Coquatrix
- 1950: M'sieur Nanar, text Jean-Jacques Vital, Pierre Ferrary a André Hornez, hudba Bruno Coquatrix

## Bruno Coquatrix ve filmu
- 2007: Edith Piaf, režie Olivier Dahan, herec Jean-Paul Muel
- 2012: Cloclo, režie Florent Emilio-Siri, herec Vincent Nemeth
- 2017: Dalida, režie Lisa Azuelos, herec Patrick Timsit

## Ocenění
- Rytíř Čestné legie
- Rytíř Řádu akademických palem
- Rytíř Řádu za sociální zásluhy
- Rytíř Ordre du Mérite Culturel (Monako)